# Orientierungslauf-Jugendeuropameisterschaften 2013
Die Orientierungslauf-Jugendeuropameisterschaften 2013 fanden vom 24. Oktober bis 27. Oktober 2013 in und um Caldas da Rainha in Portugal statt.

## Zeitplan
- 25. Oktober: Sprint
- 26. Oktober: Langdistanz
- 27. Oktober: Staffel

## Altersklassen
Titel wurden in folgenden vier Kategorien vergeben:
- W16: Weiblich bis 16, 1997 oder später geboren
- W18: Weiblich bis 18, 1995 oder später geboren
- M16: Männlich bis 16, 1997 oder später geboren
- M18: Männlich bis 18, 1995 oder später geboren

Eine Nation konnte in den Einzelentscheidungen bis zu vier Teilnehmer pro Rennen entsenden.

## Männliche Jugend U16

### Sprint
| Platz | Land | Athlet             | Zeit      |
| ----- | ---- | ------------------ | --------- |
| 1     | FIN  | Olli Ojanaho       | 11:05 min |
| 2     | SUI  | Florian Attinger   | 11:39 min |
| 3     | RUS  | Alexander Pawlenko | 11:42 min |
| 4     | HUN  | Máté Dalos         | 11:44 min |
| 5     | SUI  | Pascal Buchs       | 11:57 min |
| 6     | FRA  | Pierre Martinez    | 12:00 min |
| 7     | SUI  | Andrin Grundler    | 12:02 min |
| 8     | CZE  | Lukás Matejka      | 12:11 min |
|       | CZE  | Adam Ruzicka       | 12:11 min |

Sprint: 25. Oktober 2013

Ort: Óbidos 

Länge: 2,5 km

Steigung: 100 m

Posten: 16

### Langdistanz
| Platz | Land | Athlet             | Zeit      |
| ----- | ---- | ------------------ | --------- |
| 1     | FIN  | Olli Ojanaho       | 37:24 min |
| 2     | RUS  | Alexander Pawlenko | 39:37 min |
| 3     | SUI  | Joey Hadorn        | 40:06 min |
| 4     | RUS  | Wladislaw Kiselew  | 41:29 min |
| 5     | CZE  | Daniel Vandas      | 41:36 min |
| 6     | HUN  | Máté Dalos         | 41:41 min |
| 7     | FIN  | Ollipekka Heikkilä | 41:44 min |
| 8     | GER  | Erik Döhler        | 41:47 min |

Langdistanz: 26. Oktober 2013

Ort: Ferrel 

Länge: 7,3 km

Steigung: 180 m

Posten: 14

### Staffel
| Platz | Land | Athleten                                                    | Zeit      |
| ----- | ---- | ----------------------------------------------------------- | --------- |
| 1     | RUS  | Wladislaw Kiselew Anton Kazenkin Alexander Pawlenko         | 1:18:59 h |
| 2     | FIN  | Anton Salmenkylä Ollipekka Heikkilä Olli Ojanaho            | 1:20:54 h |
| 3     | SUI  | Pascal Buchs Andrin Grundler Joey Hadorn                    | 1:23:15 h |
| 4     | LAT  | Endijs Titomers Uldis Upitis Edgars Ustinovs                | 1:24:18 h |
| 5     | HUN  | Márton Zacher Mátyás Mészáros Máté Dalos                    | 1:26:12 h |
| 6     | GBR  | Andrew Barr Callum White Daniel Stansfield                  | 1:26:55 h |
| 7     | DEN  | Johan Lindberg Skovbæk Laurits Bidstrup Møller Martin Illum | 1:28:08 h |
| 8     | LTU  | Aurimas Ašmantas Pranas Germanavičius Rokas Vaitkus         | 1:28:12 h |

Datum: 27. Oktober 2013

Ort: Vale Benfeito

## Weibliche Jugend U16

### Sprint
| Platz | Land | Athletin           | Zeit      |
| ----- | ---- | ------------------ | --------- |
| 1     | SUI  | Simona Aebersold   | 12:27 min |
| 2     | GER  | Dorothea Müller    | 12:44 min |
| 3     | SUI  | Sonja Borner       | 12:46 min |
| 4     | FIN  | Veera Klemettinen  | 12:55 min |
| 5     | RUS  | Anna Dworijanskaja | 13:05 min |
| 6     | SUI  | Sofie Bachmann     | 13:09 min |
| 7     | FRA  | Maelle Beauvir     | 13:20 min |
| 8     | HUN  | Csenge Viniczai    | 13:21 min |

Sprint: 25. Oktober 2013

Ort: Óbidos 

Länge: 2,5 km

Steigung: 100 m

Posten: 16

### Langdistanz
| Platz | Land | Athletin           | Zeit      |
| ----- | ---- | ------------------ | --------- |
| 1     | DEN  | Josefine Lind      | 35:23 min |
| 2     | GER  | Dorothea Müller    | 36:13 min |
| 3     | CZE  | Barbora Vyhnálková | 38:38 min |
| 4     | FRA  | Florence Hanauer   | 38:41 min |
| 5     | FIN  | Noora Koskinen     | 38:56 min |
| 6     | CZE  | Tereza Cechová     | 39:23 min |
| 7     | GER  | Ellen Klüser       | 39:45 min |
| 8     | POL  | Zuzanna Wanczyk    | 40:03 min |

Langdistanz: 26. Oktober 2013

Ort: Ferrel 

Länge: 5,6 km

Steigung: 120 m

Posten: 14

### Staffel
| Platz | Land | Athletinnen                                                | Zeit      |
| ----- | ---- | ---------------------------------------------------------- | --------- |
| 1     | CZE  | Tereza Cechová Barbora Vyhnálková Barbara Vavrysová        | 1:19:27 h |
| 2     | HUN  | Reka Dali Pataki Krisztina Gera Hanga Szuromi              | 1:24:55 h |
| 3     | DEN  | Nikoline Tillingsoe Astrid Maag Josefine Lind              | 1:26:52 h |
| 4     | FRA  | Maelle Beauvir Florence Hanauer Océane Guillemet           | 1:29:24 h |
| 5     | FIN  | Alexandra Enlund Veera Klemettinen Noora Koskinen          | 1:29:34 h |
| 6     | LTU  | Viktorija Gedgaudaite Kaste Rutkauskaite Agne Juodagalvyte | 1:32:58 h |
| 7     | SUI  | Valérie Aebischer Simona Aebersold Sonja Borner            | 1:36:24 h |
| 8     | GER  | Patricia Siegert Ellen Klüser Dorothea Müller              | 1:36:56 h |

Datum: 27. Oktober 2013

Ort: Vale Benfeito

## Männliche Jugend U18

### Sprint
| Platz | Land | Athlet                | Zeit      |
| ----- | ---- | --------------------- | --------- |
| 1     | SUI  | Tobia Pezzati         | 12:57 min |
| 2     | POL  | Krzysztof Rzenca      | 12:58 min |
| 3     | ITA  | Riccardo Scalet       | 13:16 min |
| 4     | SWE  | Eric Berzell          | 13:21 min |
| 5     | FIN  | Aleksi Niemi          | 13:22 min |
|       | LTU  | Algirdas Bartkevicius | 13:22 min |
| 7     | FIN  | Arto Talvinen         | 13:28 min |
| 8     | SUI  | Sven Hellmüller       | 13:34 min |

Sprint: 25. Oktober 2013

Ort: Óbidos 

Länge: 2,8 km

Steigung: 130 m

Posten: 17

### Langdistanz
| Platz | Land | Athlet                | Zeit      |
| ----- | ---- | --------------------- | --------- |
| 1     | SUI  | Tobia Pezzati         | 46:24 min |
| 2     | POL  | Krzysztof Wolowczyk   | 47:03 min |
| 3     | LTU  | Algirdas Bartkevicius | 47:18 min |
| 4     | FRA  | Nicolas Rio           | 47:21 min |
| 5     | SWE  | Jens Ronnols          | 47:36 min |
| 6     | FIN  | Topias Ahola          | 47:44 min |
| 7     | FRA  | Arnaud Perrin         | 48:18 min |
| 8     | SWE  | Erik Andersson        | 49:17 min |

Langdistanz: 26. Oktober 2013

Ort: Ferrel 

Länge: 8,9 km

Steigung: 205 m

Posten: 20

### Staffel
| Platz | Land | Athleten                                            | Zeit      |
| ----- | ---- | --------------------------------------------------- | --------- |
| 1     | FIN  | Arto Talvinen Topias Ahola Aleksi Niemi             | 1:30:03 h |
| 2     | NOR  | Sigur Heggedal Stian Sundsvik Andreas Solberg       | 1:31:20 h |
| 3     | SUI  | Thomas Curiger Tobia Pezzati Sven Hellmüller        | 1:33:25 h |
| 4     | SWE  | Erik Berzell Erik Andersson Jens Ronnols            | 1:33:30 h |
| 5     | BEL  | Evert Leeuws Thomas Gillet Tom Drygalski            | 1:38:57 h |
| 6     | ITA  | Fabiano Bettega Mattia Debertolis Ricardo Scalet    | 1:39:32 h |
| 7     | POL  | Krzysztof Rzenca Mateusz Dzioba Krzysztof Wolowczyk | 1:39:40 h |
| 8     | HUN  | Soma Jenes Bertalan Kovacs Balasz Miavecz           | 1:39:46 h |

Datum: 27. Oktober 2013

Ort: Vale Benfeito

## Weibliche Jugend U18

### Sprint
| Platz | Land | Athletin         | Zeit      |
| ----- | ---- | ---------------- | --------- |
| 1     | SWE  | Sara Hagström    | 13:24 min |
| 2     | FIN  | Anna Haataja     | 13:42 min |
| 3     | POL  | Weronika Cych    | 13:43 min |
| 4     | NOR  | Heidi Martensson | 13:53 min |
| 5     | SUI  | Lisa Schubnell   | 14:15 min |
| 6     | CZE  | Lenka Svobodová  | 14:20 min |
|       | SUI  | Sandrine Müller  | 14:20 min |
| 8     | SUI  | Kerstin Ullmann  | 14:25 min |

Sprint: 25. Oktober 2013

Ort: Óbidos  

Länge: 2,5 km

Steigung: 110 m

Posten: 17

### Langdistanz
| Platz | Land | Athletin           | Zeit      |
| ----- | ---- | ------------------ | --------- |
| 1     | SWE  | Sara Hagström      | 43:18 min |
| 2     | SWE  | Johanna Öberg      | 43:20 min |
| 3     | FIN  | Anna Haataja       | 43:54 min |
| 4     | SWE  | Felicia Stuhlhofer | 44:36 min |
| 5     | RUS  | Daria Korobejnik   | 44:38 min |
| 6     | NOR  | Heidi Mårtensson   | 45:12 min |
| 7     | HUN  | Virág Weiler       | 45:24 min |
| 8     | SWE  | Emma Bjessmo       | 46:04 min |

Langdistanz: 26. Oktober 2013

Ort: Ferrel 

Länge: 6,8 km

Steigung: 165 m

Posten: 15

### Staffel
| Platz | Land | Athletinnen                                           | Zeit      |
| ----- | ---- | ----------------------------------------------------- | --------- |
| 1     | SWE  | Johanna Öberg Felicia Stuhlhofer Sara Hagström        | 1:20:14 h |
| 2     | SUI  | Lisa Schubnell Kerstin Ullmann Sanrine Müller         | 1:20:34 h |
| 3     | RUS  | Daria Korobejnik Anastassija Danilowa Marina Trubkina | 1:25:55 h |
| 4     | POL  | Alexandra Hornik Weronika Cych Angelika Maciejewska   | 1:29:50 h |
| 5     | HUN  | Virag Weiler Luca Szuromi Csenge Viniczai             | 1:30:17 h |
| 6     | NOR  | Karen Oline Kolstad Synnove Braten Heidi Martensson   | 1:31:17 h |
| 7     | UKR  | Julia Kobez Olena Postelnijak Daria Moskalenko        | 1:31:18 h |
| 8     | FIN  | Niina Hulkkonen Emmi Jokela Anna Haataja              | 1:31:30 h |

Datum: 27. Oktober 2013

Ort: Vale Benfeito

## Teamwertung
| Rang |
| ---- |
| 1    |
| 2    |
| 3    |
| 4    |
| 5    |
| 6    |
| 7    |
| 8    |
| 9    |
| 10   |
| 11   |
| 12   |
| 13   |
| 14   |
| 15   |
| 16   |
| 17   |
| 18   |
| 19   |
| 20   |
| 21   |
| 22   |
| 23   |
| 24   |
| 25   |
| 26   |
| 27   |
| 28   |
| 29   |
| 30   |
| 31   |
| 32   |

| Land                   | M16 | W16 | M18 | W18 | Gesamt |
| ---------------------- | --- | --- | --- | --- | ------ |
| Schweiz                | 312 | 285 | 317 | 299 | 1213   |
| Finnland               | 344 | 267 | 318 | 252 | 1181   |
| Russland               | 329 | 229 | 163 | 280 | 1001   |
| Tschechien             | 217 | 325 | 181 | 231 | 954    |
| Frankreich             | 234 | 85  | 195 | 162 | 852    |
| Ungarn                 | 247 | 110 | 103 | 197 | 823    |
| Deutschland            | 186 | 65  | 173 | 161 | 803    |
| Schweden               | 0   | 0   | 284 | 360 | 644    |
| Polen                  | 73  | 49  | 271 | 225 | 618    |
| Ukraine                | 4   | 153 | 157 | 237 | 551    |
| Litauen                | 124 | 160 | 203 | 47  | 534    |
| Vereinigtes Königreich | 230 | 75  | 90  | 123 | 518    |
| Norwegen               | 0   | 0   | 236 | 254 | 490    |
| Dänemark               | 190 | 273 | 0   | 0   | 463    |
| Lettland               | 206 | 97  | 61  | 88  | 452    |
| Österreich             | 181 | 89  | 84  | 80  | 434    |
| Portugal               | 127 | 156 | 64  | 22  | 369    |
| Italien                | 45  | 7   | 166 | 143 | 361    |
| Estland                | 29  | 61  | 141 | 150 | 281    |
| Bulgarien              | 0   | 50  | 106 | 124 | 280    |
| Spanien                | 91  | 91  | 25  | 68  | 275    |
| Slowakei               | 58  | 115 | 72  | 30  | 275    |
| Belgien                | 50  | 0   | 201 | 1   | 252    |
| Rumänien               | 121 | 23  | 22  | 10  | 176    |
| Serbien                | 44  | 15  | 32  | 2   | 93     |
| Irland                 | 6   | 2   | 35  | 17  | 60     |
| Israel                 | 15  | 4   | 31  | 9   | 59     |
| Slowenien              | 1   | 4   | 4   | 21  | 30     |
| Belarus                | 0   | 0   | 0   | 29  | 29     |
| Kroatien               | 0   | 19  | 0   | 0   | 19     |
| Niederlande            | 0   | 0   | 1   | 2   | 3      |
| Nordmazedonien         | 0   | 0   | 1   | 0   | 1      |

## Medaillenspiegel
| Platz | Land        | Gold | Silber | Bronze | Gesamt |
| ----- | ----------- | ---- | ------ | ------ | ------ |
| 1     | Schweiz     | 3    | 2      | 4      | 9      |
| 2     | Finnland    | 3    | 2      | 1      | 6      |
| 3     | Schweden    | 3    | 1      | –      | 4      |
| 4     | Russland    | 1    | 1      | 2      | 4      |
| 5     | Dänemark    | 1    | –      | 1      | 2      |
| 5     | Tschechien  | 1    | –      | 1      | 2      |
| 7     | Polen       | –    | 2      | 1      | 3      |
| 8     | Deutschland | –    | 2      | –      | 2      |
| 9     | Norwegen    | –    | 1      | –      | 1      |
| 9     | Ungarn      | –    | 1      | –      | 1      |
| 11    | Italien     | –    | –      | 1      | 1      |
| 11    | Litauen     | –    | –      | 1      | 1      |